# معربة
معربة هي بلدة في منطقة حوران من محافظة درعا السورية.

## تاريخ القرية
تمتاز معربة بتراث ومركز حضاري مرموق لقربها من مدينة بصرى ووجود آثار رومانية وبيزنطية وإسلامية فيها منتشرة في البلد القديم كالقصور المتميزة والكنائس والآبار والبرك والجامع الكبير ولوحة الفسيفساء ذات النقوش البديعة المكتشفة في العقار الواقع إلى الغرب من الجامع القديم مباشرة والتي تعود إلى الفترة البيزنطية.
ظهر اسم معربة في سجلات الضرائب العثمانية سنة 1596 باسم معربة التابعة لقضاء حوران، 19 رب اسرة و18 اعزباً هم سكان القرية آنذاك، جميعهم مسلمين. وقد كانوا يدفعون ضريبة ثابتة قدرها 40% على المحاصيل الزراعية كالقمح والشعير إضافة للماعز وخلايا النحل وطواحين الماء وفق السجلات العثمانية 
كانت القرية تدفع 13000 آقجة

## الموقع والسكان

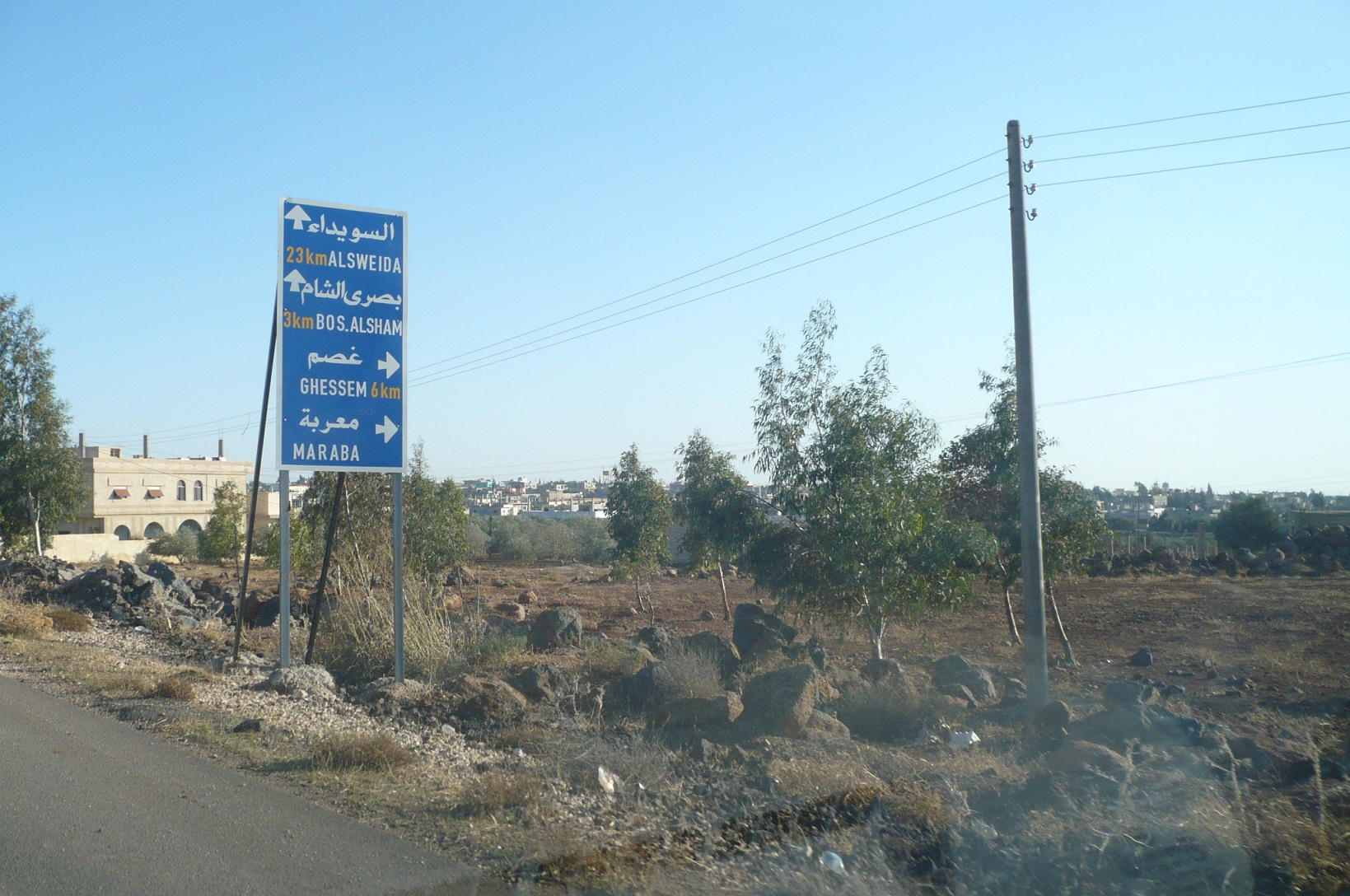
تجاور بلدة معربة جغرافياً

- تقع على بعد حوالي 32كم عن مدينة درعا باتجاه الشرق وحوالى 135 كم عن دمشق.
- تبعد عن محافظة السويداء حوالي 23 كلم، وعن مدينة بصرى الشام الأثرية حوالي 3 كلم.
- يبلغ تعداد السكان حوالي 12.000 نسمة تقريباً، ويعتمد أهالي القرية في مواردهم على الوظائف الحكومية والاغتراب وتربية الدواجن.وتعتبر دول الخليج العربي الوجهة التي يقصدها أكثر المغتربين من حملة الشهادات الجامعية.
- الارتفاع عن سطح البحر حوالي /850/ متر.

## القرى والمدن المجاورة
- بصرى.
- غصم.
- السهوة.
- خربا.
- جبيب.

## الطقس وجغرافية البلدة
تتمتع معربة بطقس معتدل نسبياً في الصيف نتيجة ارتفاعها عن سطح البحر حوالي 850 م. بينما يسود البلدة طقس بارد في الشتاء، حيث تشاهد موجات الصقيع التي تؤدي إلى حالة من التجمد. نادراً ما يُشاهد الثلج.
الأمطار متوسطة، حيث لا يتجاوز معدل الأمطار السنوية 220 مم، كما ان المياه الجوفية عميقة جداً وهي ليست متوفرة حيث يقل عدد الأبار الجوفية المحفورة لأن المياه تقع على مستوى حوالي 450 م، وهو عمق كبير ويحتاج إلى إمكانيات عالية للوصول إليه والمحافظة عليه بغض النظر عن الجدوى الاقتصادية له.
فالمياه تُستجر للبلدة من عدة مشاريع بمحافظة درعا.

## وصلات خارجية
معربة على الويكيمابيا
موقع بلدة معربة على الإنترنت
العثور على أثار في معربة
‌